# Karoline Nemetz
Karoline Nemetz gift Ettemark  född 28 juni 1958 är en svensk före detta friidrottare (medel- och långdistanslöpning).
Löparkarriären inleddes vid tio års ålder i Råby-Rekarne FIF i Eskilstuna. Hon tog silver på junior-SM i skidor för Tunafors Skidklubb. Men som 18-åring valde hon sport och satsade på friidrotten.
Karoline Nemetz vann ett stort antal SM-segrar både som junior och senior. Såväl på 1 500 meter och 3 000 meter som i terränglöpning. Och hon dominerade de längre sträckorna i Finnkampen under många år.
Karoline Nemetz satte svenskt rekord på 3000 meter vid VM i de icke olympiska grenarna 1980 i Sittard i Nederländerna där det blev en silvermedalj med tiden 8.50,22. Det dröjde till 1995 innan Sara Wedlund raderade ut rekordet till 8.48,87. Anledningen till att särskilda världsmästerskap för kvinnor anordnades i grenarna 3 000 meter och 400 meter häck var att den olympiska kommittén på den tiden inte tyckte att kvinnor kunde springa så långt.
I sin maratondebut nådde Karoline Nemetz med tiden 2,37.06 en 6:e plats i New York Marathon 1981 och satte nytt svenskt rekord.
Hon utsågs år 1981 till Stor Grabb/tjej nummer 315.
Redan som 24-åring slutade Nemetz med friidrotten 1982. Hon opererade hälsenan och fick följdskador och tappade intresset. Hon sprang något lopp några år efter.

## Meriter
- 1 VM-silver.
- 18 SM-guld.
- 2 andraplaceringar i världscupen.
- 16 landskamper, inklusive ett par segrar i Finnkampen.
- 9 JSM-guld.

## Personliga rekord
- 800 meter - 2.08,17 (Kvarnsveden 3 augusti 1980)
- 1 500 meter - 4.14,48 (Sollentuna 7 augusti 1980)
- 1 engelsk mil - 4.40,74 (Stockholm 8 juli 1981)
- 3 000 meter - 8.50,22 (Sittard 16 augusti 1980)
- 5 000 meter - 15.59,84 (Oslo 11 juli 1981)
- Maraton - 2:37.06 (New York 1981)